# Souimanga de Preuss
Cinnyris reichenowi
Espèce
Statut de conservation UICN

 LC  : Préoccupation mineure
Le Souimanga de Preuss (Cinnyris reichenowi) est une espèce de passereaux d'Afrique tropicale appartenant à la famille des Nectariniidae.

## Répartition
L'espèce est endémique d'Afrique tropicale (Burundi, Cameroun, Guinée équatoriale, Kenya, Nigeria, Ouganda, Rwanda, République centre-africaine, République démocratique du Congo et Soudan du Sud).

## Taxinomie
synonymesNectarinia reichenowi, Nectarinia preussi, Cinnyris preussi